# Villeneuve-lès-Bouloc
Villeneuve-lès-Bouloc ist eine französische Gemeinde mit 1.687 Einwohnern (Stand 1. Januar 2022) im Département Haute-Garonne in der Region Okzitanien. Sie gehört zum Arrondissement Toulouse und zum Kanton Villemur-sur-Tarn.

## Geographie
Villeneuve-lès-Bouloc liegt in Südfrankreich. Nördlich der Gemeinde liegt Bouloc, östlich Vacquiers, südlich Cépet und westlich Saint-Sauveur.

## Bevölkerungsentwicklung
| Jahr                       | 1962 | 1968 | 1975 | 1982 | 1990 | 1999 | 2008 | 2017 |
| Einwohner                  | 406  | 429  | 583  | 699  | 882  | 950  | 1028 | 1622 |
| Quellen: Cassini und INSEE |      |      |      |      |      |      |      |      |

## Sehenswürdigkeiten
- Château de Villefranche (Schloss)
- Kirche Saint-Pierre

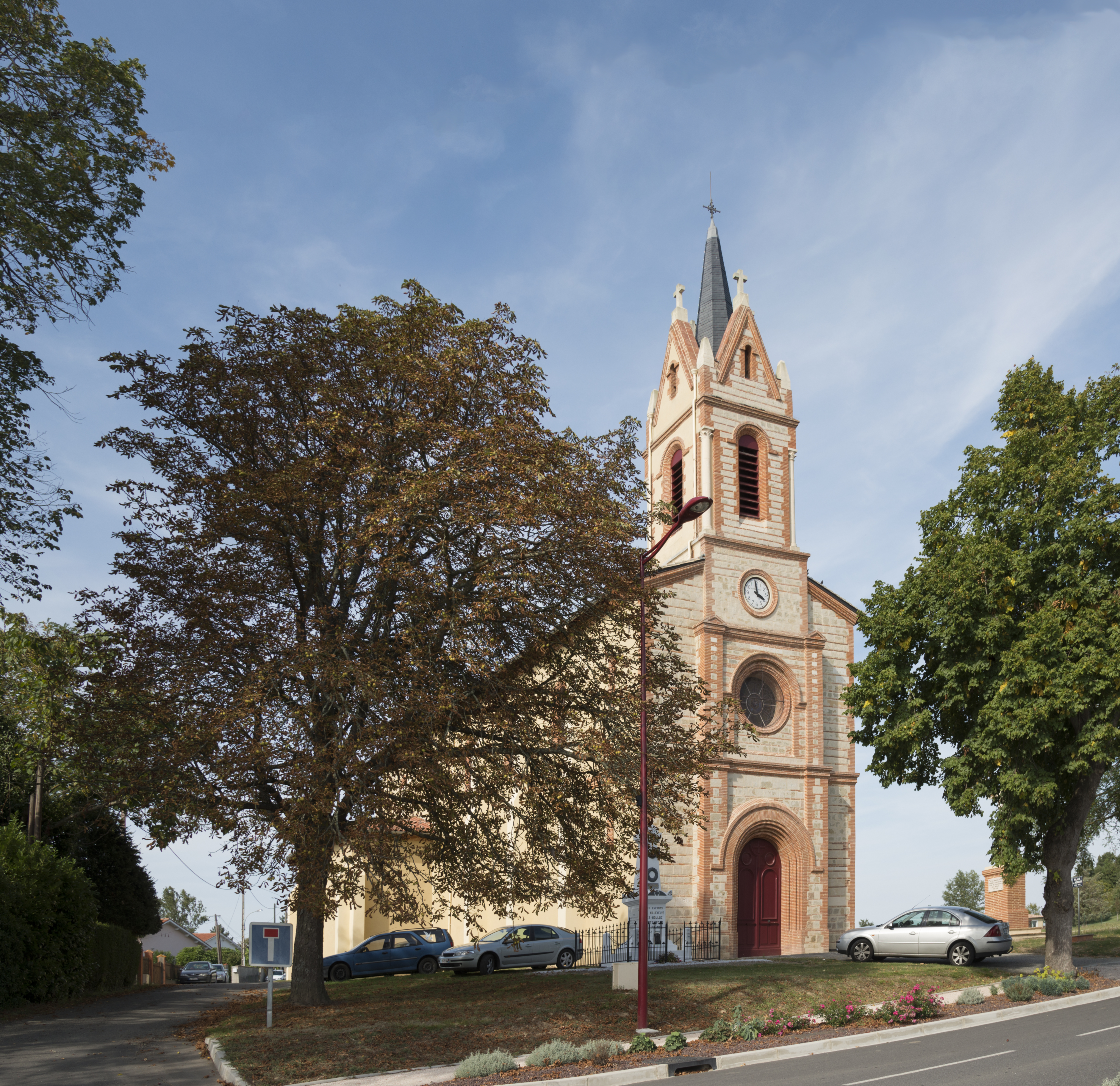
Die Kirche vom Eingang aus betrachtet
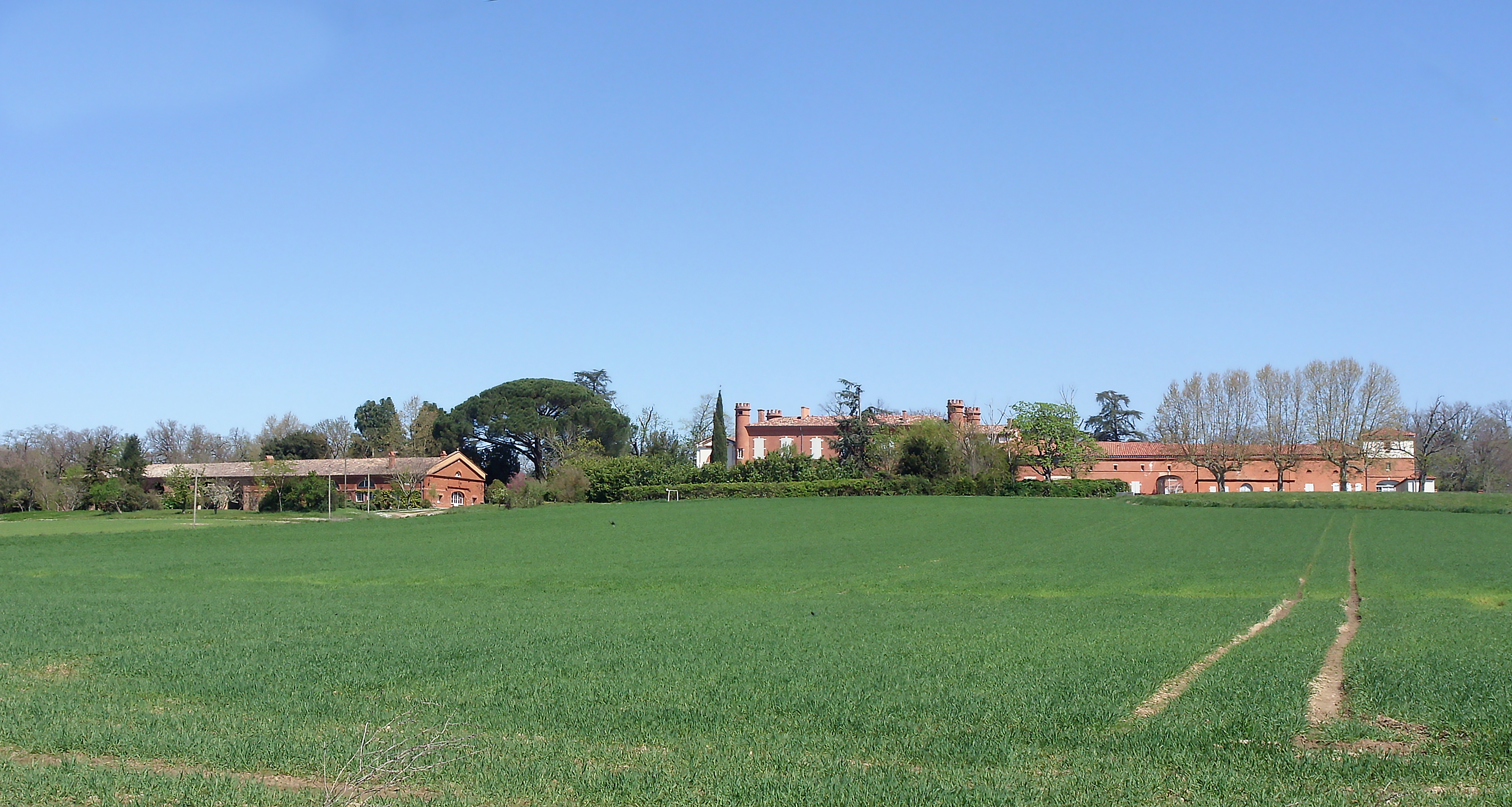
Château de Villefranche